# كريش (لغة)
```
كريش
، والمعروفة أيضًا باسم 
كريش-ندوغو
 و
غبايا-ندوجو
، هي 
لغة وسط السودان
 
[
1
]
 في 
جنوب السودان
 وهي 
مجموعة متنوعة
 من لغات كريش.
```

لغات كريش ليست مفهومة بشكل متبادل. «كريش» هو ما يطلق عليه الناس من قبل جيرانهم ؛ يسمون أنفسهم غبايا، اسم غامض باللغة الإنجليزية، مشترك مع العديد من لغات غبايا غير ذات صلة. أصدرت نعومي باكي، الناطقة باللغة الأصلية في كريش والتي أصبحت مواطنة فرنسية في عام 2015، سيرة ذاتية في عام 2013 تصف فيها بيئة كريش غبايا في مقاطعة راغا.